# Prosopis kuntzei
Prosopis kuntzei är en ärtväxtart som beskrevs av Carl Ernst Otto Kuntze. Prosopis kuntzei ingår i släktet Prosopis och familjen ärtväxter. IUCN kategoriserar arten globalt som livskraftig. Inga underarter finns listade i Catalogue of Life.

## Bildgalleri

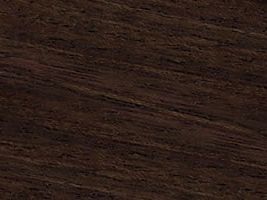
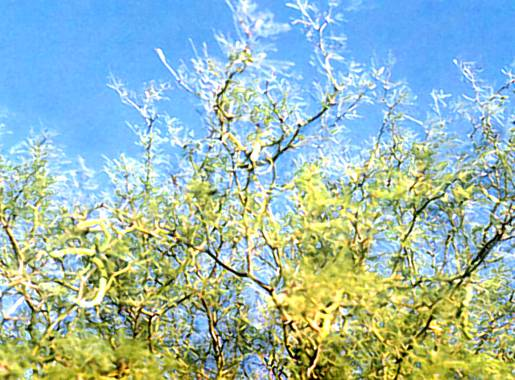
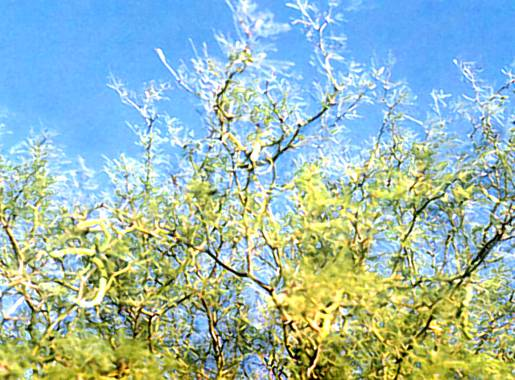
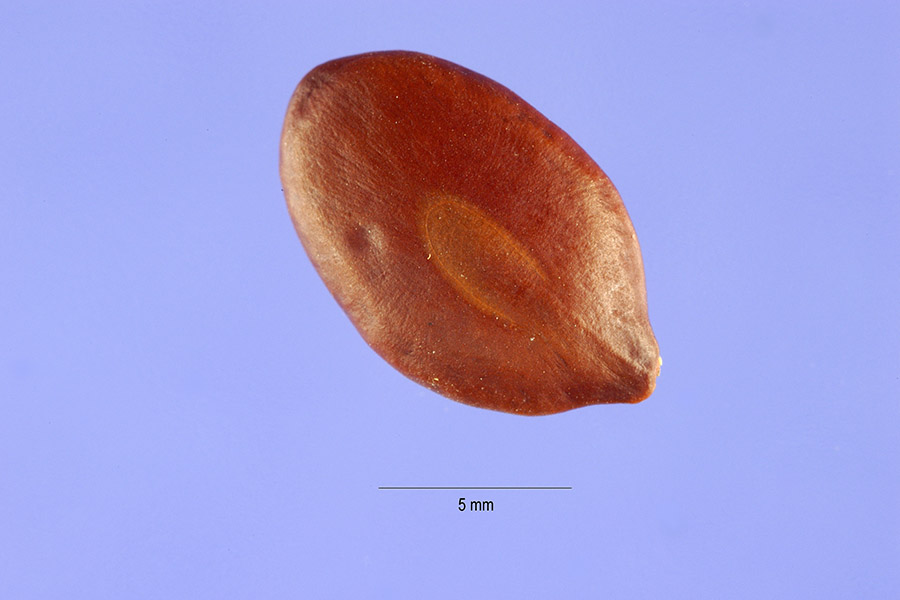
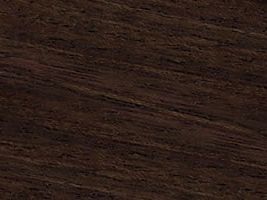